# میئکو هارادا
میئکو هارادا (به ژاپنی: Mieko Harada) (زادهٔ ۲۶ دسامبر ۱۹۵۸) هنرپیشه اهل ژاپن است.
از فیلم‌هایی که وی در آن نقش داشته است، می‌توان به دورورو، رؤیاها، لئونی و آشوب اشاره کرد.